# 山下裕子
山下 裕子（やました ひろこ、1963年6月20日 - ）は、日本の女優、声優。東京都出身。クリオネ所属。東京都立富士高等学校卒業、早稲田大学第一文学部中退。ホームヘルパー2級、中型自動二輪免許、普通免許取得。

## 略歴
大学在学中より第三舞台に参加。以後、鴻上尚史を筆頭として、バラエティーに富んだ演出家の舞台に出演。
テレビドラマでは『温泉へ行こう』（佐々木伸江役）にレギュラー出演した。

## 出演

### テレビドラマ
NHK
- ラストマネー -愛の値段-（2011年） - 里中 役
- 立花登青春手控え 第2シリーズ（2017年） - お松 役
- 捜査会議はリビングで! 第1シリーズ（2018年） - 妖怪オバーバ 役
- 我らがパラダイス（2023年） - 大久保妙子 役

日本テレビ
- ギャルサー（2006年）
- CAとお呼びっ!（2006年）
- 探偵学園Q（2007年） - 紅城椿 役
- 赤鼻のセンセイ（2009年）
- 神の雫（2009年）
- 猿ロック（2009年） - 今田典子 役
- 示談交渉人 ゴタ消し（2011年）
- 花咲舞が黙ってない 第2シリーズ（2015年） - 斎藤香苗 役
- 悪女（わる）〜働くのがカッコ悪いなんて誰が言った?〜（2022年） - 遠藤 役
- 肝臓を奪われた妻 第1話（2024年4月3日）

TBS
- さくらももこランド・谷口六三商店（1993年）
- 温泉へ行こう（1999年 - 2004年） - 佐々木伸江 役
- ブラザー☆ビート（2005年） - 野村恵 役
- 病院へ行こう!（2006年） - 須藤郁子 役
- 結婚式へ行こう!（2006年） - 西川佳江 役
- こちら本池上署
- 浅見光彦〜最終章〜（2009年） - 山崎みゆき 役
- コウノドリ（2017年） - 佐野弘美 役
- 月曜ドラマスペシャル
  - 「早乙女千春の添乗報告書3」（1996年） - 戸田由起子 役
- 月曜ゴールデン
  - 「自治会長・糸井緋芽子社宅の事件簿8」（2007年） - 的場鮎子 役
  - 「財務捜査官 雨宮瑠璃子4」（2008年）
  - 「浅見光彦シリーズ30」（2011年） - 鎌田晴枝 役
  - 「オバベン -京都ふたりの女弁護士-1」（2013年） - 歩川マリア 役
- 月曜名作劇場
  - 「浅見光彦シリーズ36」（2016年） - 蓮華 役
  - 「温泉殺人事件シリーズ」（2016年 - ） - 山田珠代 役
  - 「税務調査官・窓際太郎の事件簿33」（2018年） - 峰山みどり 役
  - 「新・浅見光彦シリーズ5」（2019年） - 佐々木伸江 役

フジテレビ
- 世にも奇妙な物語
- 踊る大捜査線（1997年） - スリの常習犯 役
- 笑顔をくれた君へ〜女医と道化師の挑戦〜（2008年）
- CHANGE（2008年）
- ナニワ金融道
- サマヨイザクラ（2009年） - 寺本悦子 役
- 剣客商売（2012年 - ） - おつぎ 役
- 最高のオバハン 第2シリーズ（2022年） - 猪俣順子 役
- 金曜プレミアム
  - 「赤い霊柩車シリーズ35」（2015年） - 伊藤雪枝 役
- おっさんのパンツがなんだっていいじゃないか! 第3話（2024年、東海テレビ） - こだわりが強そうな店主・和泉 役
- 新宿野戦病院 第10話（2024年9月4日） - 板垣凌介の母 役[2]

テレビ朝日
- 風呂上がりの夜空に（1987年）
- スーパー戦隊シリーズ
  - 五星戦隊ダイレンジャー（1993年） - 町子の母 役
  - 暴太郎戦隊ドンブラザーズ（2022年） - 森真理子 役
- 九龍で会いましょう（2002年）
- 仮面ライダー剣（2004年） - 剣崎一真の母 役
- エースをねらえ!（2004年）
- パズル（2008年） - 青柳良美 役
- 警視庁捜査一課9係
  - （2009年） - 前田咲子 役
  - （2012年） - 村田佳代子 役
- 臨場 続章（2010年） - 相沢刑事 役
- トリック（2010年） - 石坂久仁子 役
- ホンボシ〜心理特捜事件簿〜（2011年） - 三宅秀美 役
- 遺留捜査（2011年） - 佐倉涼子 役
- 科捜研の女 Season18（2018年） - 照屋江美子 役
- 相棒
  - Season18（2020年） - 野中文江 役
  - Season21（2022年） - 安西一紗 役
- 土曜ワイド劇場
  - 「おとり捜査官・北見志穂2」（1999年） - 宇野裕子 役
  - 「デパート仕掛け人!天王寺珠美の殺人推理1」（2007年） - 日高玲子 役
  - 「牟田刑事官VS終着駅の牛尾刑事そして事件記者冴子10」（2010年） - 田辺蓉子 役
  - 「100の資格を持つ女〜ふたりのバツイチ殺人捜査〜10」（2015年） - 斎藤雅代 役
- 日曜ワイド
  - 「おかしな刑事16」（2017年） - 杉本好江  役

テレビ東京
- 秘書のカガミ（2008年） - 立花忍 役
- メン☆ドル 〜イケメンアイドル〜（2008年） - ワタール7世 役
- 噂の女（2018年） - 白川真弓 役
- 水曜ミステリー9
  - 「刑事・ガサ姫〜特命・家宅捜索班〜1」（2012年） - 杉崎佳子 役
- 孤独のグルメ Season4 第1話 （2014年7月9日）  - おばあちゃん客1   役

### バラエティ番組ほか
- 土曜スペシャル（2010年）

### 映画
- いとしのエリー（1987年） - 木戸彰子 役
- 踊る大捜査線 THE MOVIE 2 レインボーブリッジを封鎖せよ!（2003年） - スリ一家の母 役
- 白夜行（2011年）

### 吹き替え
- ER XIV 緊急救命室 #4（2009年） - メリー・グラント〈スザンヌ・クラル〉 役

### 舞台
- 俺たちは天使だ! NO ANGEL NO LUCK 〜 地球滅亡30分前!（2009年8月26日 - 9月6日、サンシャイン劇場） - 御手洗香世 役
- 晩秋（2009年11月、明治座）
- 木の皿 （2010年9月、本多劇場）
- すべての犬は天国へ行く（2015年10月1日 - 12日、AiiA 2.5 Theater Tokyo） - グルーバッハ夫人 役[3]